# Kisli Kliutx
Kisli Kliutx (en rus: Кислый Ключ) és un poble de l'óblast de l'Amur, a Rússia, que el 2018 tenia 24 habitants, pertany al districte de Magdagatxi.